# Ylijiemakkajärvi
Ylijiemakkajärvi är en sjö i Gällivare kommun i Lappland och ingår i Kalixälvens huvudavrinningsområde. Sjön har en area på 0,212 kvadratkilometer och ligger 356,1 meter över havet.

## Delavrinningsområde
Ylijiemakkajärvi ingår i det delavrinningsområde (747992-174009) som SMHI kallar för Mynnar i Ängesån. Medelhöjden är 359 meter över havet och ytan är 26,08 kvadratkilometer. Räknas de 10 avrinningsområdena uppströms in blir den ackumulerade arean 95,91 kvadratkilometer. Hartijoki som avvattnar avrinningsområdet har biflödesordning 4, vilket innebär att vattnet flödar genom totalt 4 vattendrag innan det når havet efter 210 kilometer. Avrinningsområdet består mestadels av skog (77 procent) och sankmarker (22 procent). Avrinningsområdet har 0,21 kvadratkilometer vattenytor vilket ger det en sjöprocent på 0,8 procent.